# Zoë Kravitz
Zoë Kravitz (Los Angeles, 1 december 1988) is een Amerikaanse actrice en regisseur. Ze is de dochter van actrice Lisa Bonet en zanger Lenny Kravitz.
Time noemde Kravitz als een van de 100 Most Influential People in 2022. In 2024 ging ze een stap verder door het schrijven en regisseren van de thriller Blink Twice.

## Biografie
Kravitz was in 2007 te zien in twee speelfilms, in No Reservations met Catherine Zeta-Jones en in The Brave One met Jodie Foster. In 2008 speelde ze de rol van Valerie in Assassination of a High School President en speelde ze de rol van Gillian in Birds of America, een film die zijn première had op het Sundance Film Festival. In 2009 had ze een rol in The Greatest, een film met Pierce Brosnan en in 2010 was ze te zien in Twelve, Beware the Gonzo en It's Kind of a Funny Story.
In 2011 speelde ze in acht afleveringen van Californication, de televisieserie met David Duchovny in de hoofdrol. Ze speelde de rol van Angel Salvadore in de film X-Men: First Class uit 2011.
Een van haar meest recente rollen kun je zien in de bekroonde HBO-serie Big Little Lies, hier neemt ze naast Reese Witherspoon, Nicole Kidman een van de hoofdrollen voor haar rekening. Ook speelde ze Catwoman / Selina Kyle in The Batman uit 2022.
Naast het acteren zingt ze in een band, maar ze beschouwt die activiteit louter als een hobby. Ze was verder te zien in een muziekvideo van Jay-Z voor het liedje I Know.